# Полищук, Леонид Григорьевич
Леони́д Григо́рьевич Полищу́к (22 июня 1925 — 23 октября 2022) — советский и российский художник-монументалист; Народный художник России (2012), член-корреспондент Российской Академии художеств  (2009).
Лауреат премии Правительства РФ (2015), ветеран Великой Отечественной войны, участник Парада Победы на Красной площади 24 июня 1945 года.

## Биография
Родители участвовали в революции; отец — Григорий Давидович Полищук (1899—1938) — в 1930-е годы возглавлял Техноэкспорт СССР. Арестован в 1938 году, расстрелян 10 марта 1938 года. Мать — Арра Борисовна Полищук.
В 1930-е годы жил в Берлине по месту службы отца, с 1937 — в Москве. В 1941 году поступил в артиллерийское училище.
С январе 1943 года — в частях Красной Армии, с июня по август 1944 года воевал на Карельском фронте, с марта 1945 года — на 3-м Украинском фронте. Будучи подносчиком снарядов к 45-мм орудию 301-го гвардейского стрелкового полка 100-й гвардейской Свирской стрелковой дивизии, 4 апреля 1945 года в бою за Гунтрамсдорф заменил наводчика и прямой наводкой уничтожил бронетранспортёр врага. Спустя два дня в бою за Брунн уничтожил дзот, станковый пулемёт и 11 солдат противника. 28 апреля того же года был награждён орденом Славы III степени.
После демобилизации (1949), окончив 10-й класс, поступил в Московский институт прикладного и декоративного искусства, с 1952 года учился на монументальном факультете ЛВХПУ им. В. И. Мухиной, который с отличием окончил в 1955 году. С 1958 года — член Союза художников СССР (Московская организация).
Скончался 23 октября 2022 года.

### Семья
Жена — Светлана Ивановна Щербинина (1930—2017), художник-монументалист, народный художник России, член-корреспондент Российской академии художеств.

## Творчество
Все основные работы выполнены двумя авторами — Полищуком Леонидом Григорьевичем и Щербининой Светланой Ивановной: скульптура, станковая живопись, монументально-декоративные произведения (роспись, витраж, мозаика) для крупных общественных зданий в Москве, Уфе, Ташкенте, Сургуте и Генуе (Италия). Некоторые работы в советские годы были уничтожены (например, памятник Губкину в Сургуте, роспись «Пушкин» (1962—1965) в Царском селе).
Участвовал в выставках в России и за рубежом; персональные выставки состоялись в Москве (1999, 2010, 2013).

Роспись «Консилиум», 1979—1988

Произведения находятся в Государственной Третьяковской галерее ,
Театральном музее (Санкт-Петербург), Музее Русского Искусства Рея Джонсона в США TMORA (Миннеаполис), в частных коллекциях в России и за рубежом.

### Произведения
Станковая живопись
- «Двое» (Первая премия на Всемирном фестивале молодёжи и студентов в Москве в 1957 году[13])
- 1958 — «Счастье» (Находится в коллекции The Museum of Russian Art)

Станковая живопись (совместно с С. И. Щербининой) 
- 1982—1985 — Триптих. «Заседание ООН» «Мать надеющаяся». «Вдовы». . ДСП, сл. техн. 335 х 260. 335 x 300
- 1989—1990 — «Колесо» ДСП, сл. техн. 300 х 300
- 1988—1990 — «Реабилитация» ДСП, сл. техн. 570 х 380
- 1988—1990 — «Плач по афганцу» 1988 - 1990. ДСП, сл. техн. 300 х 300
- 1994 — Триптих «Расчлененный человек» Часть І. Часть ІІ. Часть ПІ.. ДСП, сл. техн. 240 х 318. 300 × 249. 240 x 236
- 1990—1994 — «Голгофа (Посвящается Сахарову А.Д.)» ДСП, сл. техн. 350 х 552
- 1989—1995 — «Коляска (Мэрилин Монро)» 300 х 305  Архивная копия от 2 февраля 2018 на Wayback Machine
- 1997 — «Панель» ДСП, сл. техн. 300 х 424
- 1989—1997 — «Лабиринт» ДСП, сл. техн. 284 х 420
- 1998 — «Половинки» ДСП, сл. техн. 284 х 450
- 1995—1998 — «Ложе» ДСП, сл. техн. 240 х 320
- 1998 — «Красная пирамида»  ДСП, сл. техн 300 х 216
- 1998 — «Красная пирамида» 1998. ДСП, сл. техн. 300 х 216
- 1998 — «Знамя» ДСП, сл. техн. 90 х 120
- 2000—2004 — «Предательство» ДСП, сл. техн. 280 х 310  Архивная копия от 9 февраля 2019 на Wayback Machine
- 2001—2004 — «Террор» ДСП, сл. техн. 284 × 735
- 2004—2005 — «Разрушенная Венера» ДСП, сл. техн. 280 х 328
- 2005—2006 — «Такая разная женщина» ДСП, сл. техн. 282 х 336
- 2006—2010 — «Реквием по народу СССР» ДСП, сл. техн. 305 х 426

Витражи (совместно с С. И. Щербининой):
- 1967—1968 — «Протяженность»  Архивная копия от 9 февраля 2019 на Wayback Machine[16] (Институт автоматики и телемеханики, Москва)

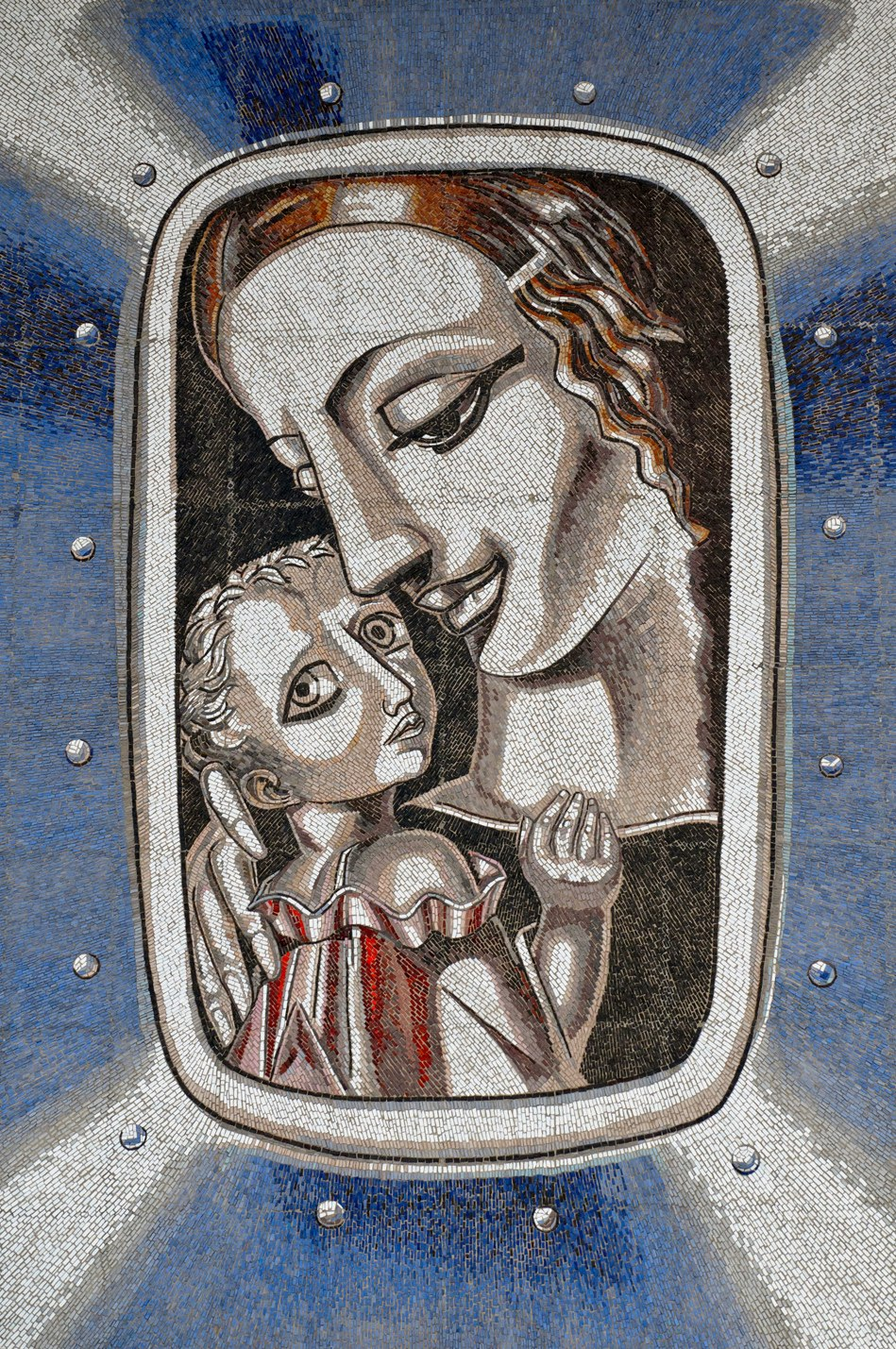
«Сургутская Мадонна»

- 1970? — «Космос», «Земля в цвету», «Мужчина и Женщина» (гостиница «Интурист», Москва) (Объект культурного наследия регионального значения[17], утрачены при сносе здания в 2002 году)

«Мужчина и Женщина» (гостиница «Интурист», Москва, фрагмент 1970 год

«Мужчина и Женщина» (гостиница «Интурист», Москва, фрагмент 1970 год

Витраж "Космос" созданно Полищуком Л.Г. и Щербининой С.И.

- 1971 — «Мир» (12 м2; гостиница «Интурист», Запорожье)
- 1970—1973 — «Пегас», «Победа добра над злом» (Дворец культуры химиков, Уфа)
- 1977—1978 — «Гидронавты» (74 м2; Институт океанологии, Москва)[18](Объект культурного наследия регионального значения[17])

Мозаики (совместно с С. И. Щербининой)
- 1963 — «Космос» — советский павильон на международной выставке в Генуе. Архитектор В. Дубасов [14]
- 1967 — «Метелица» — Москва. Кафе «Метелица». Архитектор М. Псохин [14]
- 1968 — «История человеческой культуры» (Дом знаний, Ташкент)[19]
- 1973—1979 — «Исцеление человека» — на здании библиотеки 2-го Московского медицинского института[4] (Объект культурного наследия регионального значения[17])
- 1979 — «Сургутская Мадонна» — на фасаде аэропорта Сургута[4]«Сургутская Мадонна»(Объект культурного наследия регионального значения)
- 1976—1977 — «Бегущая олимпийка» Смальта. Ташкент. Спорткомплекс «Трудовые резервы». Архитектор Ф. Ливенштейн. Не сохранилась [14]

Роспись (совместно с С. И. Щербининой)
- 1958—1961 — «Дружба народов» Ленинград. Музей этнографии народов СССР. Не сохранилась
- 1962—1965 — «Пушкин» Темпера. Царское село. Церковный флигель Екатерининского дворца. Архитектор Т. Воронкина. Не сохранилась
- 1979—1988 — «Консилиум» Темпера. 250 м². Москва. Учебный корпус 2-го Московского медицинского института Архитекторы В. Фурсов, Ю. Афанасьев.

Публикации
Источник — Электронные каталоги РНБ Архивная копия от 3 марта 2016 на Wayback Machine
- Полищук Л. Г. Леонид. записки великого тайного художника [о творчестве художников-монументалистов Л. Г. Полищука и С. И. Щербининой]. — М. : ГАЛАРТ, 2010. — 171 с. — (Основные работы Л. Полищука и С. Щербининой, выполн. в архитектуре и живописные: с. 170—171). — ISBN 978-5-269-01094-6

## Награды
- медаль «За отвагу» (17 апреля 1945)[20]
- орден Славы III степени (28 апреля 1945)[8]
- орден Отечественной войны II степени (6 ноября 1985)[21]
- Медаль «За взятие Вены»[22]
- Медаль «За победу над Германией в Великой Отечественной войне 1941—1945 гг.»[22]
- Народный художник РФ (16 июля 2012) — за большие заслуги в развитии отечественной культуры и изобразительного искусства, многолетнюю творческую деятельность[1][23]
- Заслуженный художник РФ (13 марта 2002) — за заслуги в области искусства[24]
- Золотая медаль им. Сурикова Союза Художников России за выдающийся вклад в изобразительное искусство Российской Федерации (2013 г.)[9]
- Премия правительства РФ в области культуры 2015 года (17 декабря 2015) — за создание цикла монументальных и живописных произведений, посвящённых теме войны и мира[3]